# Dorpenomloop Rucphen 2016
La Dorpenomloop Rucphen 2016 (nome ufficiale, per ragioni di sponsorizzazione, Rabobank Dorpenomloop Rucphen 2016), quarantesima edizione della corsa, valida come evento dell'UCI Europe Tour 2016 categoria 1.2, si svolse il 13 marzo 2016 su un percorso di 187,9 km, con partenza ed arrivo a St. Willebrord, nei Paesi Bassi. La vittoria fu appannaggio del lituano Aidis Kruopis, che completò il percorso in 4h 17' 03" alla media di 43,86 km/h precedendo il belga Antoine Demoitié e l'olandese Coen Vermeltfoort, piazzatosi terzo.
Dei 189 ciclisti alla partenza tagliarono il traguardo in 116.

## Squadre partecipanti
| N. | Cod. | Squadra                     |
| -- | ---- | --------------------------- |
|    | ARG  | Selezione argentina         |
|    | BBD  | Baby-Dump Cycling Team      |
|    | CCD  | Differdange-Losch           |
|    | CJP  | Cyclingteam Jo Piels        |
|    | KRA  | Ringeriks-Kraft             |
|    | LPC  | Leopard Pro Cycling         |
|    | MET  | Metec-TKH                   |
|    | MMM  | Team 3M                     |
|    | NPC  | Team NFTO                   |
|    | PVC  | Parkhotel Valkenburg CT     |
|    | RDT  | Rabobank Development Team   |
|    | RIJ  | Cyclingteam Join's-De Rijke |

| N. | Cod. | Squadra                        |
| -- | ---- | ------------------------------ |
|    | RIW  | Riwal Platform Cycling Team    |
|    | RNR  | Rad-Net Rose Team              |
|    | ROT  | Team Roth                      |
|    | SEG  | SEG Racing Academy             |
|    | SKT  | An Post-ChainReaction          |
|    | TKG  | Kuota-Lotto                    |
|    | WGG  | Wanty-Groupe Gobert            |
|    | WGN  | Team Wiggins                   |
|    | WIL  | Veranda's Willems Cycling Team |
|    |      | BMC Development Team           |
|    |      | LottoNL-Jumbo-De Jonge Renner  |
|    |      | Willebrord Wil Vooruit         |

## Ordine d'arrivo (Top 10)
| Pos. | Corridore            | Squadra      | Tempo    |
| ---- | -------------------- | ------------ | -------- |
| 1    | Aidis Kruopis        | Veranda's    | 4h17'03" |
| 2    | Antoine Demoitié     | Wanty-Gobert | a 5"     |
| 3    | Coen Vermeltfoort    | De Rijke     | s.t.     |
| 4    | Alberto Cecchin      | Team Roth    | s.t.     |
| 5    | Remco Te Brake       | Parkhotel    | s.t.     |
| 6    | Pieter Vanspeybrouck | Topsport Vl. | s.t.     |
| 7    | Amaury Capiot        | Topsport Vl. | s.t.     |
| 8    | Fabian Lienhard      | BMC Develop. | s.t.     |
| 9    | Elmar Reinders       | Jo Piels     | s.t.     |
| 10   | Jordi Talen          | De Rijke     | s.t.     |